# Orasema wheeleri
Orasema wheeleri är en stekelart som beskrevs av Wheeler 1907. Orasema wheeleri ingår i släktet Orasema och familjen Eucharitidae. Inga underarter finns listade i Catalogue of Life.